# 绍斯菲尔德 (密歇根州)
紹斯菲爾德（英語：Southfield）是美國密歇根州奧克蘭縣的一個城市。截至2020年人口普查，該市人口為76,618。
绍斯菲尔德位於底特律的北部郊區，與底特律共享其南部邊界的一部分。在1958年併入之前，該市最初是绍斯菲尔德鎮的一部分。自治市Lathrup村是绍斯菲尔德內的一塊飛地。該市是南菲爾德鎮中心綜合體的所在地，其中包括五座相互連接的辦公樓。其中最高的是3000 Town Centre，高402英尺（122.5m）；它是底特律以外該州第二高的建築（僅次於大急流城的River House Condominiums），也是該州第16高的建築。